# Concerto in Polonia 1
Concerto in Polonia 1 è una collezione di alcuni dei brani cantati durante la tournée in Polonia del 1987 dal Piccolo Coro "Mariele Ventre" dell'Antoniano. È uscito su musicassetta e long playing. L'editore è Fonit Cetra.

## Tracce
Lato A
1. Noi ragazzi di oggi
2. Scusa Gesù... ti do del tu
3. La slitta vagabonda
4. Ninna Nanna (di Mozart)
5. La mazurca della mela annurca
6. Sorridi sorridi

Lato B
1. Nella vecchia fattoria
2. Concerto per il Papa
3. Pubbli pubbli pubblicità
4. Saluto alla Vergine
5. Voci di città
6. We are the world